# Lovrin
Lovrin is een gemeente in het Roemeense district Timiș en ligt in de regio Banaat in het westen van Roemenië. De gemeente telt 3885 inwoners (2005).

## Geografie
De oppervlakte van Lovrin bedraagt 57,63 km², de bevolkingsdichtheid is 67 inwoners per km².
De gemeente bestaat uit de volgende dorpen: Lovrin.

## Demografie
Van de 8945 inwoners in 2002 zijn 7566 Roemenen, 259 Hongaren, 451 Duitsers, 466 Roma's en 193 van andere etnische groepen.
Onderstaande figuur toont het verloop van het inwoneraantal vanaf 1880.

## Politiek
De burgemeester van Lovrin is Vasile Graur (PRM).

## Geschiedenis
In 1446 werd Lovrin officieel erkend.
De historische Hongaarse en Duitse namen zijn respectievelijk Lovrin en Lowrin.
Balinț · Banloc · Bara · Bârna · Beba Veche · Becicherecu Mic · Belinț · Bethausen · Biled · Birda · Bogda · Boldur · Brestovăț · Cărpiniș · Cenad · Cenei · Checea · Chevereșu Mare · Comloșu Mare · Coșteiu · Criciova · Curtea · Darova · Denta · Dudeștii Noi · Dudeștii Vechi · Dumbrava · Dumbrăvița · Fibiș · Fârdea · Foeni · Gavojdia · Ghilad · Ghiroda · Ghizela · Giarmata · Giera · Giroc · Giulvăz · Gottlob · Iecea Mare · Jamu Mare · Jebel · Lenauheim · Liebling · Lovrin · Margina · Mașloc · Mănăștiur · Moravița · Moșnița Nouă · Nădrag · Nițchidorf · Ohaba Lungă · Orțișoara · Parța · Pădureni · Peciu Nou · Periam · Pietroasa · Pișchia · Racovița · Remetea Mare · Sacoșu Turcesc · Saravale · Satchinez · Săcălaz · Secaș · Sânandrei · Sânmihaiu Român · Sânpetru Mare · Șag · Şandra · Știuca · Teremia Mare · Tomești · Tomnatic · Topolovățu Mare · Tormac · Traian Vuia · Uivar · Valcani · Variaș · Victor Vlad Delamarina · Voiteg